# Perlesreut
Perlesreut är en köping (Markt) i Landkreis Freyung-Grafenau i Regierungsbezirk Niederbayern i förbundslandet Bayern i Tyskland.
Köpingen ingår i kommunalförbundet Perlesreut tillsammans med kommunen Fürsteneck.